# Léon Bailby
Léon Bailby, né le 9 mars 1867 à Paris où il est mort le 19 janvier 1954, est un journaliste et patron de presse français, engagé à droite puis à l'extrême droite. 

## Biographie

### Les débuts
Fils d'un rentier qui a été officier de cavalerie dans la garde impériale et attaché militaire au Caire,,, Léon Georges Alfred Bailby est issu d'une famille tourangelle. Il suit des études à Paris, au collège jésuite de la rue Vaugirard puis dans un autre établissement tenu par les Jésuites, l'Externat de la rue de Madrid,. Il suit des études de droit et fréquente l'École libre des sciences politiques. Il s'inscrit au barreau, perd son premier procès et devient d'abord clerc de notaire chez un avoué. Il rencontre le riche patron du grand magasin Le Printemps et député Jules Jaluzot et devient son secrétaire parlementaire. Il entre comme rédacteur parlementaire au quotidien La Presse, que possède Jaluzot, et en devient en janvier 1896 son rédacteur en chef, responsable de sa ligne politique nationaliste. Bailby est antidreyfusard,, membre de la Ligue de la patrie française. Il inaugure dans son journal une nouvelle rubrique d'échos, qu'il rédige lui-même à ses débuts.
Jaluzot ayant fait faillite en août 1905 à la suite d'une spéculation sur les cours du sucre, les nouveaux propriétaires du journal ne gardent pas Bailby. 

### L'Intransigeant, 1905-1932
Dès lors, Bailby rejoint le 30 octobre 1905, en tant que rédacteur en chef, L'Intransigeant d'Henri Rochefort, quotidien lui aussi de sensibilité nationaliste. Rochefort, qui se contente alors de livrer chaque jour son éditorial, laisse Bailby diriger le journal, transformé en quotidien du soir. Rochefort finit par se brouiller avec lui et quitte son journal en octobre 1907. Le journal est mis en vente en 1908 ; Bailby le rachète en février pour 75 000 francs, avec la création de la Société générale de publications ; il en possède la majorité des parts. Ses premiers commanditaires sont le marquis Jules-Albert de Dion puis le constructeur d'avions Armand Deperdussin. Bailby porte désormais le titre de directeur du quotidien.
Il en fait un journal parisien, littéraire — en créant par exemple avec Fernand Divoire un courrier littéraire quotidien en 1909, signé « Les Treize » ou en attribuant la chronique artistique à Guillaume Apollinaire en 1910 — et politique. Son audience augmente avec la Première Guerre mondiale et le quotidien devient le plus grand journal du soir des années 1920. Il embauche en 1919 le lieutenant-colonel Jean Fabry comme rédacteur en chef. 
Sollicité comme d'autres dirigeants de journaux pour participer à la confection des listes de candidats du Bloc national à Paris, il pousse Jean Fabry à se présenter à ces élections législatives. Bailby est lui-même en 1922 membre du comité directeur d'une coalition de partis de droite, l'éphémère Action nationale républicaine,, aux côtés de parlementaires. Fin 1923, il se trouve au siège de l'Union des intérêts économiques, pour préparer les élections législatives de 1924, aux côtés d'Ernest Billiet, de dirigeants de partis de droite et de deux autres directeurs de journaux.

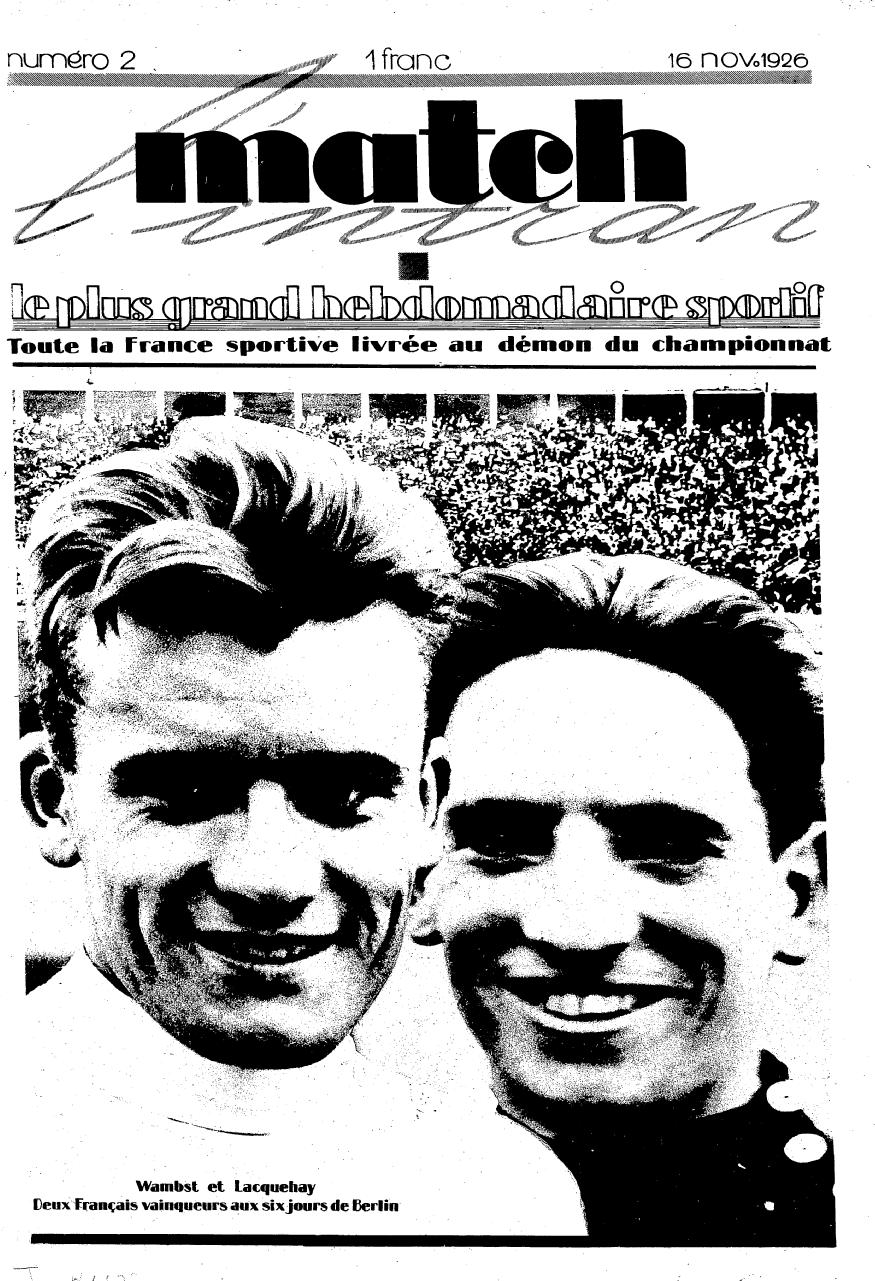
Match l'intran du 16 novembre 1926.

En 1926, il crée Match l'intran comme illustré sportif de L'Intransigeant. C'est l'ancêtre de Paris Match. Il fonde deux ans plus tard un magazine de cinéma, Pour vous, et fait construire à Paris une salle de cinéma en 1930, rue Réaumur, là ou se trouve l'hôtel de L'Intransigeant inauguré en juillet 1924. Le début des années 1930 est l'apogée de sa carrière, marqué par son accession à la présidence en décembre 1930 d'un syndicat patronal, le syndicat de la presse parisienne, dont il était membre du comité depuis 1916. Il est aussi vice-président de la Fédération nationale des journaux français. Chevalier en 1920, puis officier en 1925, il est promu en octobre 1932 commandeur de la Légion d'honneur. Henri Lavedan est à chaque fois son parrain.
Malade et en proie à des problèmes de trésorerie, il doit cependant se résoudre à perdre le contrôle financier de son journal à partir de juillet 1931, au profit d'un nouveau commanditaire, le banquier, négociant et homme politique Louis Louis-Dreyfus, plus à gauche que lui,. Il aurait vendu son journal pour 70 millions de francs, avec la promesse de conserver son poste et la direction effective du quotidien. Il quitte son journal en décembre 1932, refusant de subir les pressions du nouvel actionnaire.

### Le Jour, 1933-1939

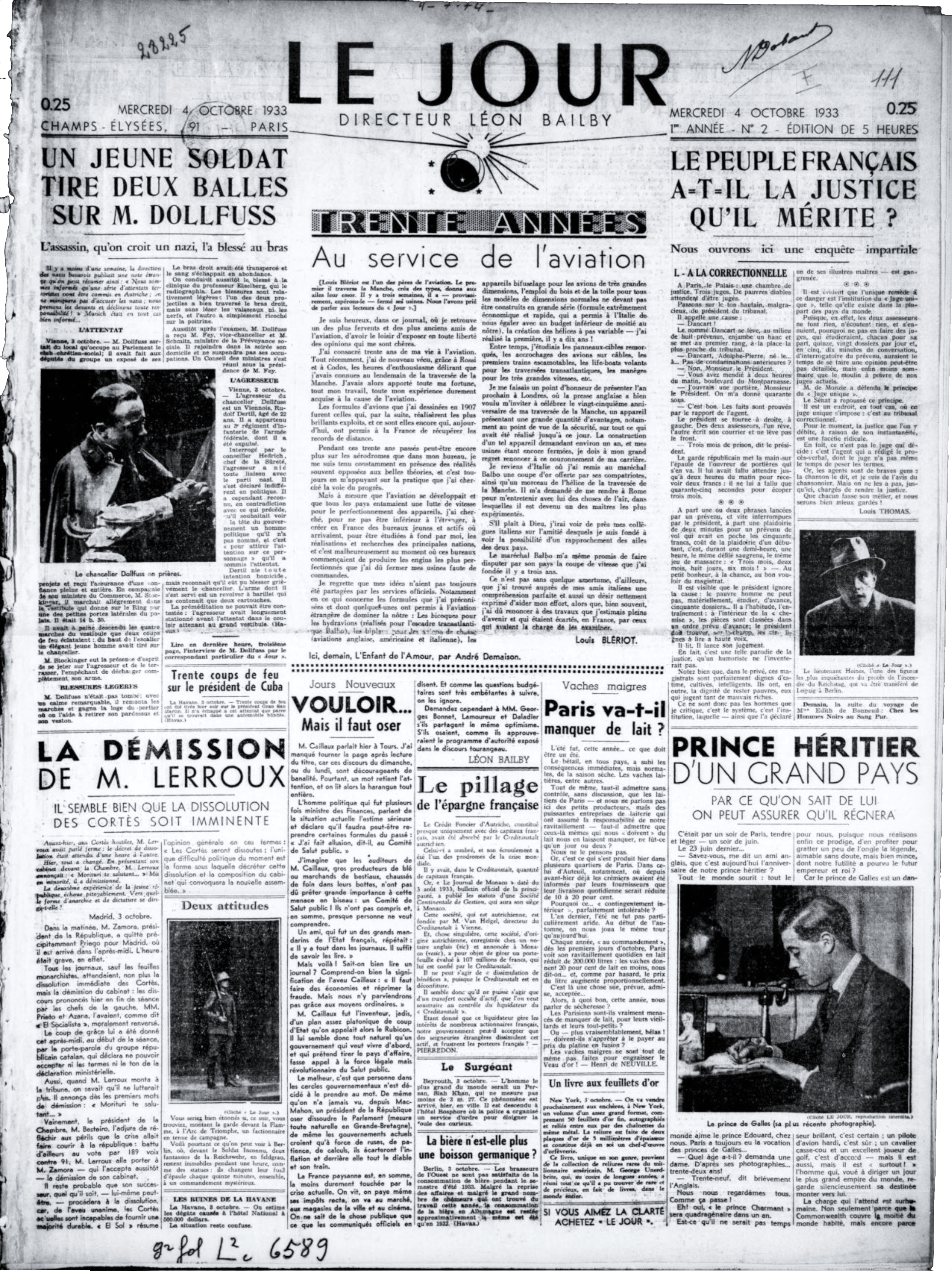
Le Jour du mercredi 4 octobre 1933.

Bailby fonde alors, à 66 ans, un nouveau quotidien, Le Jour, après avoir créé la Société Publications-Élysées, au capital de 5 millions de francs ; il en possède officiellement la majorité des actions, aux côtés notamment d'un industriel lyonnais, Lucien Frachon, des verreries Souchon-Neuvesel, ou du député Antonin Brocard, et préside son conseil d'administration. Bailby écrit chaque jour un éditorial, sur-titré « Jours nouveaux » puis « Défense de la France » à la fin des années 1930. 
C'est l'affaire Stavisky et ses suites (affaire du conseiller Prince, commission d'enquête) qui font le succès du journal. Le Jour s'en prend aux francs-maçons. Bailby participe en 1934 à une conférence de Philippe Henriot dénonçant la franc-maçonnerie. Il embauche un temps comme secrétaire général adjoint Louis Darquier de Pellepoix et accueille son association, l’Association des Blessés et Victimes du 6 février 1934. Un directeur d'un autre journal de droite, Émile Buré, de L'Ordre, l'accusera plus tard d'avoir exploité l'affaire Stavisky, ainsi que la peur du communisme : « Après le bobard antistaviskyen, le bobard antimoscoutaire ». 
Bailby et son journal sont évidemment hostiles au Front populaire. En 1937, il participe à la campagne de presse attaquant le colonel de La Rocque, après l'avoir soutenu. Ce dernier est alors accusé par ses adversaires d'avoir été financé au temps des Croix-de-Feu par les fonds secrets des gouvernements d'André Tardieu et Pierre Laval,. C'est que La Rocque a racheté cette année-là Le Petit journal, un quotidien du matin concurrent du Jour. 
Le 24 mars 1938, Bailby rachète pour 1,4 million de francs l'ancien journal d'Henri de Kérillis, L'Écho de Paris. Il négociait pourtant avec Kerillis un rapprochement entre son journal et le nouveau quotidien de Kerillis, L'Époque. Il polémique avec ce dernier, l'accusant de vouloir se rapprocher des communistes qu'il abhorre et d'effrayer l'opinion publique avec le danger allemand, à un moment où la droite devient pacifiste et moins ferme à l'égard d'Hitler, par anticommunisme. Kerillis, en retour, l'accuse en avril 1938, entre autres amabilités, d'avoir ouvert son journal au pro-allemand sinon pronazi Alphonse de Châteaubriant, d'être un « agent allemand (...) empoisonneur de la conscience nationale, (...) dictateur de la calomnie », de ne pas avoir fait son devoir militaire en 1914 et d'être un « mercanti de presse (qui a fait) fortune quand les autres se battaient pour leur pays grâce aux communiqués de guerre de l'après-midi dont les journaux du soir avaient le monopole ». Après cette lettre, il relève cependant des articles de Bailby plus fermes à l'égard de l'Allemagne nazie et qui vont dans son sens, mais aussi des articles de Bailby hostiles à ses prises de position. Lucien Rebatet, alors d'Action française, évoquera un Bailby en « plein désarroi » durant la crise de Munich. Selon Rebatet, Bailby est à cette époque « considéré selon de biens futiles et fragiles apparences comme un de nos proches voisins politiques ». Il a ainsi pris la parole lors du meeting organisé par L'Action française en juillet 1937 pour célébrer la sortie de prison de Charles Maurras ; il a vanté le combat du dirigeant royaliste et dénigré Léon Blum. 
En septembre 1939, il vend Le Jour-L'Écho de Paris à l'industriel Jacques Lemaigre Dubreuil. Bailby demeure un temps à son poste de directeur avant d'attaquer en justice le nouveau propriétaire,. Son nom disparaît du journal le 12 mai 1940.

### L'Alerte, 1940-1944
En septembre 1940, à 73 ans, il fonde en zone libre, un nouvel hebdomadaire, à Nice, L'Alerte, il y soutient le régime de Vichy et sa politique. Alors que Le Jour a dénoncé le racisme d'Hitler avant la guerre, L'Alerte fustige les francs-maçons et les juifs. Un journal collaborationniste de Paris le critique pour avoir écrit que les Français n'ont aucune confiance dans les journaux de la zone occupée.
Ayant été décoré de l'ordre de la Francisque, il est après guerre membre du comité d'honneur de l'Association pour défendre la mémoire du maréchal Pétain. 
Il est président d'honneur de l'Association professionnelle de la presse républicaine et de la Caisse générale des retraites de la presse française.

## Œuvres de bienfaisance, vie mondaine et vie privée

### Le «bal des petits lits blancs»
Il fonde en 1903 le gala annuel des pupilles, une fête de charité. Elle procure des vacances à de jeunes et pauvres Parisiens. Bailby a offert 3 semaines de vacances aux colonies scolaires des pupilles de L'Intransigeant dans son domaine des Alpes-Maritimes, dans la seconde moitié des années 1920. 
Il est surtout connu pour avoir lancé le « bal des petits lits blancs ». C'est en 1918 qu'il a fondé avec l'épouse d'Henri Lavedan, qui la préside, l'œuvre des petits lits blancs, destinée à venir en aide aux enfants atteints de la tuberculose osseuse. Pour financer cette œuvre, il crée en 1921 un gala de charité luxueux, le bal des petits lits blancs, qui devient rapidement l'une des attractions phares de la vie mondaine. Le gala a lieu tous les ans (sauf en 1933) à Paris, d'abord en hiver au Théâtre des Champs-Élysées puis à l'Opéra Garnier à partir de 1924, en juin 1935 dans le parc du Cercle de l'Union interalliée, et ensuite en été sur la Côte d'Azur à partir de 1936, notamment au casino Palm beach de Cannes. Son gala attire des personnalités de l'aristocratie, française et européenne, du monde des affaires, de la diplomatie, du monde artistique, de la politique. Des présidents de la République sont venus présider le gala parisien. Interrompu durant la Seconde Guerre mondiale, il est relancé en 1947 et organisé par une œuvre issue de la résistance, Revivre. Bailby l'organise à nouveau à partir de 1948, en tant que vice-président, jusqu'en 1953. Il se déroule à Paris en 1948 puis sur la côte d'Azur,. Il remet en 1952 avec la présidente de l'œuvre, la baronne Seillière, 2 millions de francs pris sur les bénéfices du gala à la fédération nationale des syndicats et des associations professionnelles de journalistes.

### Vie mondaine et vie privée
Bailby demeure à Paris au 20, rue de Navarin, puis au 17, rue de l'Université, dans une partie de l'Hôtel Bochart de Saron. Il y donne des réceptions et des dîners. Selon Pierre Assouline, il vend son hôtel à Gaston Gallimard qui le convoitait depuis longtemps, en 1944, « quelques jours avant la Libération » et « pour une bouchée de pain », alors qu'il est « aux abois depuis peu ». Il devient propriétaire du pavillon d'Artois à Vaux-sur-Seine vers 1933. D'abord propriétaire de la villa Beauregard à Dinard, il la vend et se fait construire à partir de 1925 une villa à Biot (Alpes-Maritimes), le domaine des Aspres. Après l'avoir promis en 1929, il lègue son domaine en 1937 à la caisse de retraites de la presse. Il est alors estimé entre 5 et 6 millions de francs. Sa donation doit prendre effet au lendemain de sa mort. Il renonce en fait à son usufruit en 1947. Il a mené une vie mondaine dans cette villa.
Il aurait été homosexuel. Il aurait eu une longue liaison avec l'esthète et critique littéraire Albert Flament, avec qui il participe à la vie mondaine et artistique parisienne dès les années 1890,. Léon Daudet l'appelle « la petite Bailby » dans L'Action française au cours des années 1920. C'est dans les années 1930 et 1940 qu'il est le plus moqué en raison de son homosexualité. D'abord par des artistes de gauche, tel René Crevel, qui l'a connu - il le caricature dans son roman Les pieds dans le plat (1933), sous les traits d'un personnage qu'il appelle le « prince des journalistes » - ou Jacques Prévert, dans son poème-pamphlet de 1936 La crosse en l'air (« madame Léon Bailby monsieur Antinoüs »). Ce sont parfois juste des allusions dans la presse, comme dans ce communiqué de l'Union fédérale des associations françaises d'anciens combattants après que Bailby a dénoncé les gaspillages du ministère des pensions ou bien dans des quotidiens de gauche. Le quotidien socialiste Le Populaire le moque ouvertement : « Avec une malignité de vieille coquette, M. Léon Bailby s'est amusé comme une petite folle (...) ». Le Libertaire le présente comme homosexuel. Son homosexualité est aussi brocardée par des personnalités de droite et d'extrême droite. À l'occasion d'une polémique en 1938, Henri de Kerillis oppose sa paternité à Bailby, « vieillard [il a alors 71 ans] sans autre famille que l'entourage changeant des petits jeunes gens préposés à ses plaisirs ». Le fasciste et collaborationniste Lucien Rebatet, qui l'a connu, le taxe de « vieille tante mondaine » dans Les Décombres (1942). 
Dans ses mémoires, le journaliste sportif Jacques Goddet affirme : « Comme Léon Bailby, fort distingué, ne cachait guère son penchant pour les beaux jeunes hommes, on l'avait surnommé la « chatelaine du lit blanc » (...) Longtemps, il eut des bontés pour l'athlétique champion de natation Jacques Cartonnet (...) ».

## Publication
- Léon Bailby, Pourquoi je me suis battu, Souvenirs I, Paris, Plon, 1951 (Lire le début en ligne)